# P. L. Travers
Pamela Lyndon Travers, pseudonimo di Helen Lyndon Goff (Maryborough, 9 agosto 1899 – Londra, 23 aprile 1996), è stata una scrittrice australiana naturalizzata britannica.
La sua fama è legata a un romanzo per l'infanzia, Mary Poppins (1934), che la Travers scrisse per alleviare le pene delle proprie sorelle, profondamente turbate dallo stato depressivo in cui versava la loro madre.

## Biografia
Helen Lyndon Goff era la prima figlia di Margaret Agnes Morehead, australiana, e di Travers Robert Goff, inglese di origini irlandesi. L'uomo lavorava con scarso rendimento come impiegato di banca, a causa della sua dipendenza dall'alcool. Questa si aggravò quando egli venne trasferito nella cittadina di Allora (Queensland), dove morì a soli 43 anni. La famiglia fu quindi costretta ad un nuovo trasloco e la ragazzina, per alleviare le sofferenze delle sorelle, iniziò a raccontare loro le storie di una strana governante che si chiamava Mary Poppins.
In seguito Helen lavorò come attrice in una compagnia itinerante shakespeariana impegnata in spettacoli nelle zone più rurali dell'Australia; nel 1924 si trasferì in Irlanda, presso i suoi parenti,  per dedicarsi a tempo pieno alla scrittura utilizzando il nome d'arte di Pamela Travers. L'anno successivo ebbe modo di incontrare il poeta AE (pseudonimo di George William Russell, 1867-1935) che la presentò a W.B. Yeats e la introdusse nell'ambiente letterario e folklorico irlandese. Per gli scrittori irlandesi del periodo, come W.B. Yeats e AE, l'esoterismo mistico ebbe una grande importanza (entrambi furono membri eminenti dell'associazione occultista nota come Golden Dawn). La presenza di significati simbolici ed esoterici nella saga di Mary Poppins è stata rilevata, da una diversa prospettiva, anche da Massimo Introvigne.
Trasferitasi in Inghilterra, in un cottage nel Sussex, nel 1933 iniziò a scrivere il primo degli otto libri con protagonista "Mary Poppins", il personaggio che aveva creato anni prima per intrattenere le sorelle.
Le illustrazioni del libro furono affidate a Mary Shepard. Successivamente fu realizzato il film nel 1964 da Walt Disney, con Julie Andrews nel ruolo di Mary Poppins. Nel 2018 è stato realizzato il sequel, intitolato Il ritorno di Mary Poppins, con Emily Blunt nel ruolo di Mary Poppins, basato sempre su uno dei romanzi della Travers, Mary Poppins ritorna.
Pamela Travers fu anche studiosa di filosofia zen, buddhismo e tradizione degli Indiani d'America. Allieva di Georges Ivanovič Gurdjieff, all'età di 40 anni prese in adozione un ragazzino irlandese di nome Camillus e nel 1977 venne insignita dell'Ordine dell'Impero Britannico. Morì nel 1996 all'età di 96 anni ed è stata sepolta presso il St Mary Churchyard di Twickenham a Londra.

## Travers nella cultura di massa
Nel 2013 fu dedicato un film alla sua vita, Saving Mr. Banks, ruolo interpretato da Emma Thompson, con Tom Hanks, Colin Farrell, Paul Giamatti e B. J. Novak, diretto da John Lee Hancock. Il film tratta, prendendosi molte libertà rispetto alla realtà dei fatti storici, soprattutto dei rapporti lavorativi che l'autrice ebbe con Walt Disney, quest'ultimo interpretato da Tom Hanks, nella stesura dell'opera cinematografica Mary Poppins.

## Opere

### Narrativa
- Mary Poppins (1934)
- Mary Poppins ritorna (Mary Poppins Comes Back, 1935)
- Vado per mare vado per terra (I Go By Sea, I Go By Land, 1941)
- Zia Sass (Aunt Sass) (1941)
- Ah Wong (1943)
- Johnny Delaney (1944)
- Mary Poppins apre la porta (Mary Poppins Opens the Door, 1943)
- Mary Poppins nel parco (Mary Poppins in the Park, 1952)
- Gingerbread Shop (1952)
- Mr. Wigg's Birthday Party (1952)
- The Magic Compass (1953)
- Mary Poppins dalla A alla Z (Mary Poppins From A to Z, 1962)
- La volpe alla mangiatoia (The Fox at the Manger, 1963)
- Friend Monkey (1972)
- Mary Poppins in cucina (Mary Poppins in the Kitchen, 1975)
- Two Pairs of Shoes (1980)
- Mary Poppins in Cherry Tree Lane (Mary Poppins in Cherry Tree Lane, 1982), in Italia pubblicato unitamente a Mary Poppins e i vicini di casa, 2002
- Mary Poppins e i vicini di casa, 2002 (Mary Poppins and the House Next Door, 1988), in Italia pubblicato unitamente a Mary Poppins in Cherry Tree Lane, 2002

### Saggistica
- Moscow Excursion, 1934
- What the Bees Knows. Reflection on Myth, Symbols and Story. 1989 (Ed. Italiana: La sapienza segreta delle api, Ed. Liberilibri, 2019.)